# Phaeomolis lineatus
Phaeomolis lineatus är en fjärilsart som beskrevs av Druce 1884. Phaeomolis lineatus ingår i släktet Phaeomolis och familjen björnspinnare. Inga underarter finns listade i Catalogue of Life.